# جائزة إيطاليا الكبرى 2016
جائزة إيطاليا الكبرى 2016 هو سباق فورمولا 1 أقيم بتاريخ 4 سبتمبر 2016 في حلبة مونزا، إيطاليا. كان الرابع عشر من أصل 21 في بطولة العالم لسباقات الفورمولا واحد موسم 2016. حلّ نيكو روسبيرغ أولا بينما جاء البريطاني لويس هاملتون في المركز الثاني وحصل على المركز الثالث سباستيان فيتل.

## الترتيب النهائي
|         | الترتيب | السائق        | النقاط |
| ------- | ------- | ------------- | ------ |
|         | 1       | لويس هاملتون  | 250    |
|         | 2       | نيكو روسبيرغ  | 248    |
|         | 3       | دانيل ريكاردو | 161    |
|         | 4       | سباستيان فيتل | 143    |
|         | 5       | كيمي رايكونن  | 136    |
| المصدر: |         |               |        |